# Forsthaus Dubrow
Das Forsthaus Dubrow ist ein Wohnplatz im Ortsteil Gräbendorf der Gemeinde Heidesee im Landkreis Dahme-Spreewald im Land Brandenburg.

## Geografische Lage
Der Wohnplatz befindet sich rund 3,2 km südlich des Ortsteils Gräbendorf im rund 1300 Hektar großen Waldgebiet Dubrow. Rund einen Kilometer weiter westlich befindet sich mit dem Forsthaus Sauberg ein weiterer Wohnplatz der Gemeinde. Südlich liegt der Förstersee, der südöstliche Teil des Waldgebietes steht als Naturschutzgebiet Dubrow unter Schutz. Östlich liegen die Teupitzer Gewässer, nordöstlich der Frauensee. Die höchsten Erhebungen sind der nördlich gelegene, 54,2 m hohe Dubrowberg sowie der östlich gelegene, 65,4 m hohe Richters Berg. An die Wohnbebauung grenzt im Südosten unmittelbar eine Niederungsfläche an, die als Försterwiesen bezeichnet und landwirtschaftlich genutzt werden.

## Geschichte

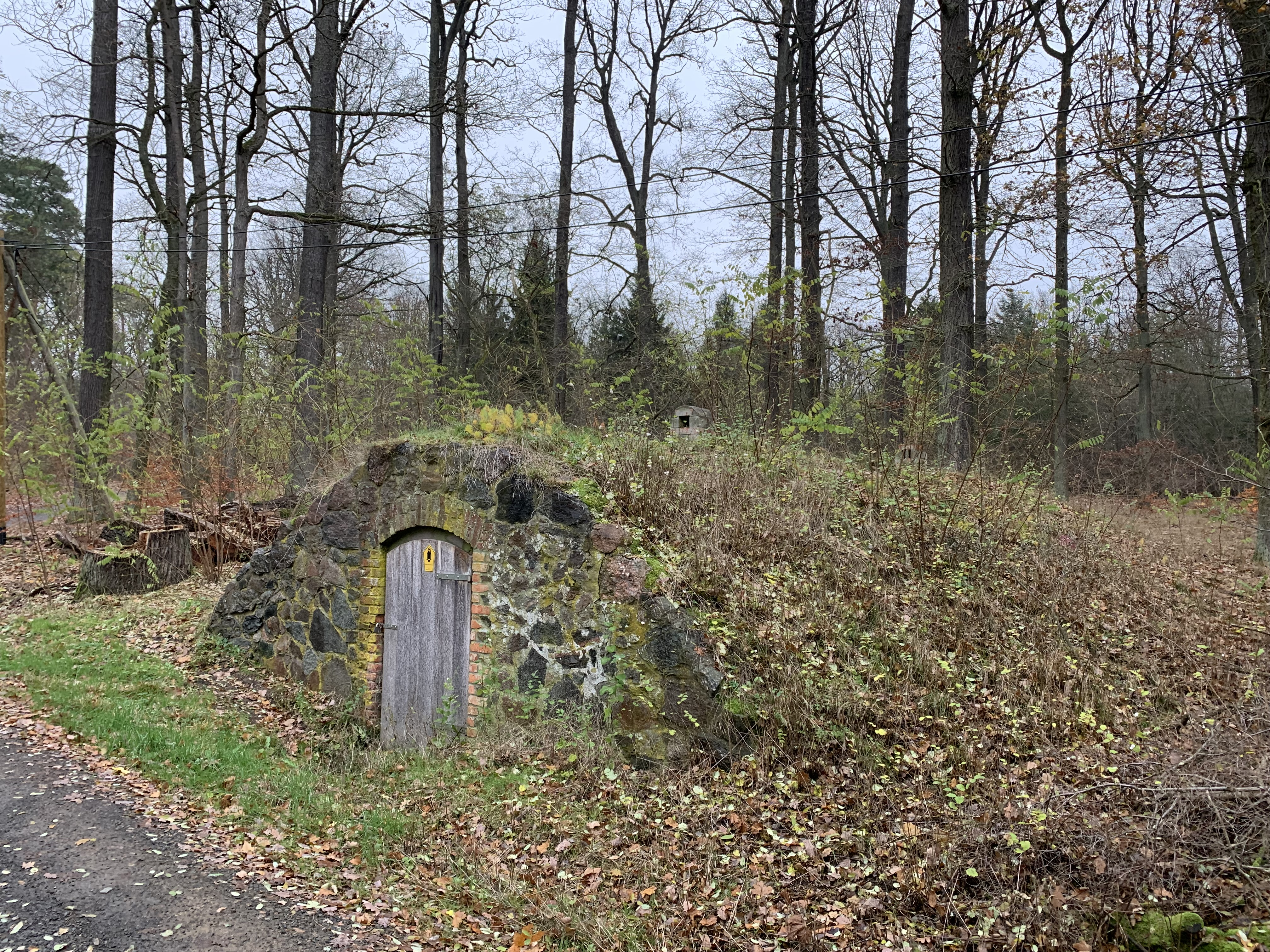
Wildkeller

Im Jahr 1650 erschien in den Akten eine Große Heide, Duberow genannt als Teil der Herrschaft der Schenken von Landsberg. Sie verkauften das Schenkenländchen zu Beginn des 18. Jahrhunderts an Friedrich I., der daraufhin den natürlichen Baumbestand durch einen Wirtschaftswald ersetzen ließ. Im Zuge dieser Maßnahmen entstand im Jahr 1830 ein neues Unterförsteretablissement, das 1841 als Unterförsterei Barsch Luch bezeichnet wurde. Im Jahr 1860 bestand es aus dem Schutzbezirk und Forsthaus sowie dem Gutsbezirk Forstrevier Königs Wusterhausen. Auf der Gemarkung standen ein Wohn- und zwei Wirtschaftsgebäude, in denen sieben Personen lebten (1858). Im Jahr 1861 erschien die Bezeichnung Forsthaus Dubrow. Die Flächen wurden zur Jagd genutzt. In der Nähe des Forsthauses entstand ein Wildkeller, in dem jedoch kein Jagdwild gelagert wurde. Vielmehr diente er als Lagerraum für Kirrung- und Hegefutter, mit dem die Wildbestände der Dubrow gefüttert wurden.
Im Jahr 1925 lebten im Wohnplatz noch fünf Personen; vier Jahre später wurde er nach Gräbendorf eingemeindet und dort 1932 als Wohnplatz geführt. Im Jahr 1973 bestand am Ort die Revierförsterei Dubrow der Oberförsterei Bestensee. Der Wildkeller steht im 21. Jahrhundert unter Naturschutz und wird von Fledermäusen bevölkert.

## Kultur und Sehenswürdigkeiten
- Naturschutzgebiet Dubrow
- Naturdenkmal Wildkeller
- rund 600 Jahre alte Königseiche
- Ein rund 13 km langer Rundwanderweg Die Dubrow im Wandel führt unter anderem am Forsthaus vorbei und zeigt auf mehreren Stationen die Landschaftsveränderungen der vergangenen Jahrhunderte.